# Type 97 Chi-Ha
Pour les articles homonymes, voir Type 97.
Le Type 97 Chi-Ha (九七式中戦車 チハ, Kyūnana-shiki chū-sensha Chi-ha) est un char moyen japonais de la Seconde Guerre mondiale.

## Développement
Après l'abandon par le Japon de la recherche sur le développement des chars lourds et des chenillettes, le pays se met à développer un char moyen. Le Type 97, avec ses 16 tonnes, est d'abord considéré comme trop coûteux. Cependant, il est finalement adopté après le début des hostilités en Chine, mettant de côté les considérations économiques.

## Production
2 123 Type 97 et Type 97-Kai de 16 tonnes ont été fabriqués et mis en service entre 1938 et 1943, dont 1 224 construits par Mitsubishi Heavy Industries, 355 par Hitachi, et 544 par l'arsenal de l'armée de Sagami. Voici le rythme de production :
- 1938 : 25
- 1939 : 202
- 1940 : 315
- 1941 : 507
- 1942 : 531
- 1943 : 543

## Au combat
Inférieurs aux chars occidentaux, le Chi-Ha est dominant en Chine, mais inefficace lors de la bataille de Guadalcanal. Il reste pourtant le char standard de l'armée impériale japonaise pendant tout le conflit.

## Variantes
Le Type 97 Chi-Ha est à l'origine d'une importante variante connue sous le nom de Type 97 ShinHoTo Chi-Ha. « ShinHoTo » signifie « nouvelle tourelle ». Celle-ci accueille un nouveau canon antichar Type 1 de 47 mm, à plus haute vitesse initiale que le canon de soutien de 57 mm.

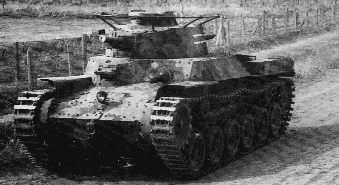
Chi-Ha de commandement avec antenne radio circulaire
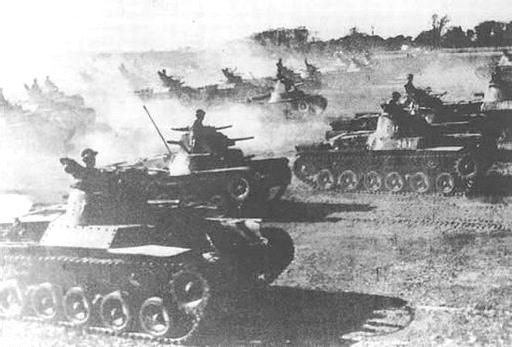
Chars Type 97 et Type 95 Ha-Go, école des blindés de Chiba, 1940.
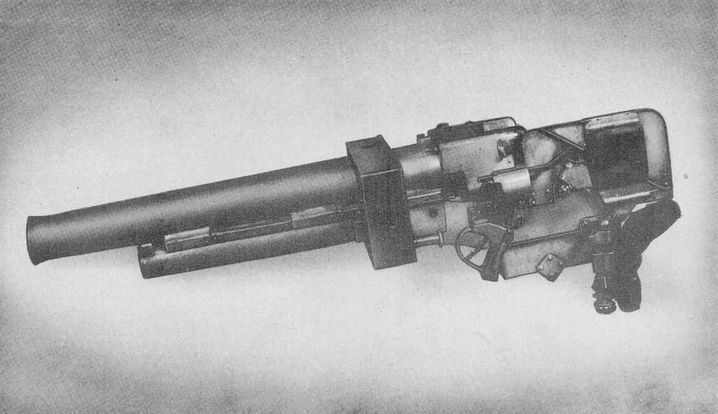
Canon de 57 mm
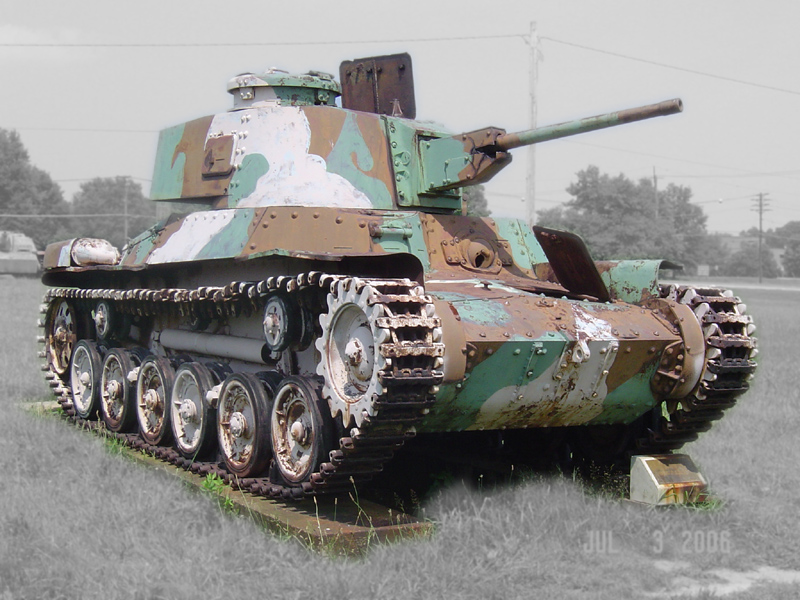
Type 97 ShinHoTo Chi-Ha
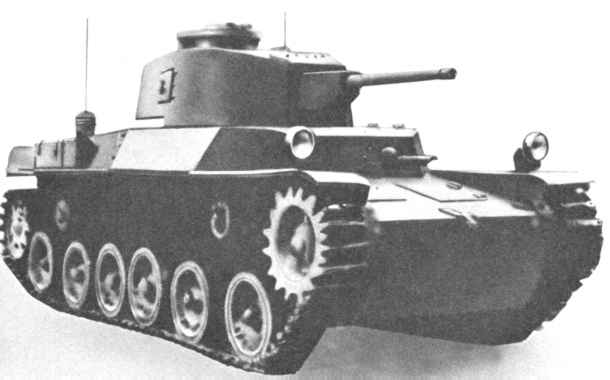
Pour comparaison, un Type 1 Chi-He, développement du Type 97